# 圣里戈梅德布瓦
圣里戈梅德布瓦（法語：Saint-Rigomer-des-Bois）是法国萨尔特省的一个旧市镇，属于马梅尔斯区。2015年，圣里戈梅德布瓦与邻近的5个市镇合并为新市镇佩尔塞涅新城。

## 地名
缩合冠词“des”发音为[de]，在《法汉译音表》中对应“代”字，但其仅在“圣莫代福塞”（Saint-Maur-des-Fossés）等少数地名中译作“代”，《世界地名翻译大辞典》、《世界地名译名词典》和《法国地图册》等主流地名译名类书籍资料中多译作“德”。

## 地理
圣里戈梅德布瓦（48°23'20"N, 0°10'18"E）面积18 平方千米，位于法国卢瓦尔河地区大区萨尔特省，该省份为法国西北部内陆省份，北起顺时针与奥恩省、厄尔-卢瓦省、卢瓦-谢尔省、安德尔-卢瓦尔省、曼恩-卢瓦尔省和马耶讷省接壤，是法国大西部的入口，连接卢瓦尔河谷、布列塔尼和巴黎盆地。
与圣里戈梅德布瓦接壤的市镇（或旧市镇、城区）包括：利涅尔拉卡雷勒、昂西讷。
圣里戈梅德布瓦的时区为UTC+01:00、UTC+02:00（夏令时）。

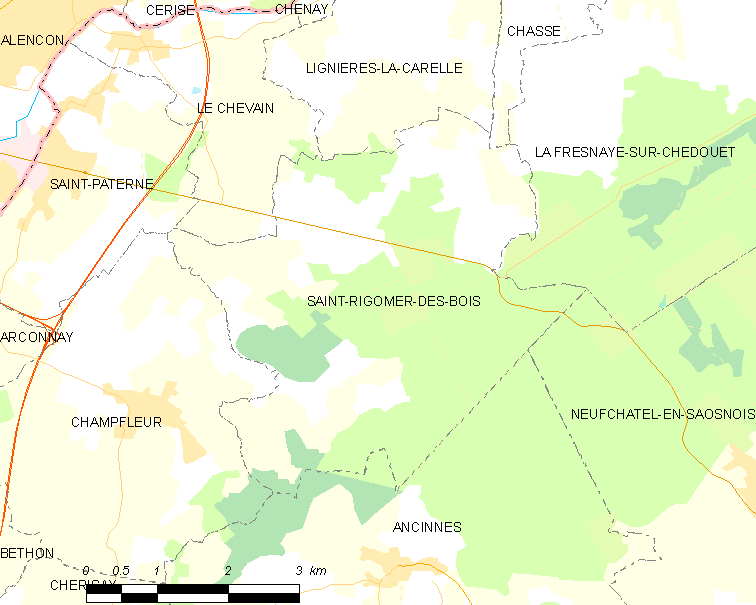
圣里戈梅德布瓦的OSM定位图

## 行政
圣里戈梅德布瓦的邮政编码为72610，INSEE市镇编码为72318。

## 政治
圣里戈梅德布瓦所属的省级选区为马梅尔斯县。

## 人口

1962-2008年间圣里戈梅德布瓦人口变化图示

圣里戈梅德布瓦于2018年1月1日时的人口数量为452人。